# Ruja Ignatova
Ruja Plamenova Ignatova (en búlgaro: Ружа Пламенова Игнатова, romanizado: Ruzha Plamenova Ignatova; 30 de mayo de 1980) es una estafadora convicta búlgaro-alemana. Es más conocida como la fundadora de un esquema Ponzi conocido como OneCoin, que The Times ha descrito como una de las estafas más grandes de la historia. Fue el tema de la serie de podcasts de la BBC de 2019 The Missing Cryptoqueen.
Desde 2017, Ignatova ha estado huyendo de varias agencias policiales internacionales. A principios de 2019, las autoridades estadounidenses la acusaron in absentia de fraude electrónico, fraude de valores y lavado de dinero. En junio de 2022, fue agregada a la lista de los diez fugitivos más buscados por el FBI.

## Edad temprana y educación
Nacida en Ruse (Bulgaria) en 1980. Emigró a Alemania con su familia cuando tenía diez años, y pasó parte de su infancia en Schramberg, en el estado de Baden-Württemberg. Estudió en la Universidad de Oxford en Inglaterra y en 2005 obtuvo un doctorado en derecho internacional privado de la Universidad de Constanza en Alemania con la disertación Art. 5 no. 1 EuGVO – Chancen und Perspektiven der Reform des Gerichtsstands am Erfüllungsort, que analiza la lex causae enconflicto de leyes. Según los informes también ha trabajado para McKinsey & Company.

## Actividades criminales
En 2012 fue condenada por fraude en Alemania en relación con la adquisición por parte de ella y su padre Plamen Ignatov de una empresa que poco después se declaró en quiebra en circunstancias dudosas; se le impuso una sentencia suspendida de 14 meses de prisión.
En 2013 estuvo involucrada en una estafa de marketing multinivel llamada BigCoin.
En 2014 fundó un esquema Ponzi llamado OneCoin. En 2019 su hermano Konstantin Ignatov se declaró culpable de fraude y lavado de dinero en relación con el plan.
En 2022 la policía de Alemania confirmó una investigación de un abogado de Neu-Isenburg por posible blanqueo de capitales: la transferencia de 7,69 millones de euros por parte de Ignatova a una de sus cuentas privadas en 2016. En enero de 2022, la policía registró apartamentos y oficinas en Weilburg, Baden-Baden, Fráncfort del Meno, Bad Homburg, Neu-Isenburg y Vaihingen an der Enz.
En mayo de 2022 Europol agregó a Ignatova a su lista de más buscados. El 30 de junio de 2022, el FBI agregó a Ignatova a la lista de los diez fugitivos más buscados en una conferencia de prensa conjunta con la Investigación Criminal del IRS y la Oficina del Fiscal Federal del Distrito Sur de Nueva York, ofreciendo una recompensa de hasta cien mil dólares por información que conduzca a su arresto. En junio de 2024, el FBI aumentó la recompensa a 5 millones de dólares.

### Presunto asesinato
Informes de 2023 y 2024 sugirieron que Ignatova pudo haber sido asesinada en 2018 por orden de la figura del crimen organizado búlgaro Hristoforos Nikos Amanatidis "Taki", quien se sospecha que inicialmente fungió como su protector.